# Jane Schaberg
Jane Dewar Schaberg (* 20. Februar 1938; † 17. April 2012) war eine US-amerikanische römisch-katholische Theologin.

## Leben
Schaberg studierte Philosophie am Manhattanville College und römisch-katholische Theologie an der Columbia University und am Union Theological Seminary in New York City. Sie unterrichtete als Hochschullehrerin an der University of Detroit Mercy von 1977 bis 2009. 1984 unterzeichnete sie die Kampagne A Catholic Statement on Pluralism and Abortion in der Zeitung New York Times. Sie war Mitherausgeberin der Zeitung Journal of Feminist Studies in Religion.

## Werke (Auswahl)
- The Resurrection of Mary Magdalene: Legends, Apocrypha, and the Christian Testament, 2004
- The Illegitimacy of Jesus: A Feminist Theological Interpretation of the New Testament Infancy Narratives